# Стерлинг-Сити
Сте́рлинг-Си́ти (англ. Sterling City) — город в США, расположенный в западной части штата Техас, административный центр округа Стерлинг. По данным переписи за 2010 год число жителей составляло 888 человек, по оценке Бюро переписи США в 2018 году в городе проживало 994 человека.

## История
В июле 1891 года административным центром округа Стерлинг выбрано новое место, которое назвали в честь охотника и защитника от индейцев. Поселение было практически единственным в малонаселённом округе. В 1891 году в городе работали гостиница, несколько предприятий, открылось почтовое отделение, начался выпуск газеты Sterling Courier. В 1892 году была построена первая школа, а в 1895 году начала работать хлопкоочистительная машина. К 1896 году в городе было три церкви. В 1910 году была построена железная дорога Santa Fe Railroad. Стерлинг-Сити был известен своими ветряными мельницами, в одно время их число в городе достигало 150. К 1914 году в поселении работало два банка, две гостиницы и ряд других предприятий.
В августе 1955 года город получил устав, началось формирование местных органов власти. К 1960-м в городе было шесть церквей, госпиталь, банк, библиотека, выпускалась газета. Город оставался центром скотоводства и нефтедобычи.

## География
Стерлинг-Сити находится в центральной части округа, его координаты: 31°50′11″ с. ш. 100°59′05″ з. д..
Согласно данным бюро переписи США, площадь города составляет около 2,5 км², полностью занятых сушей.

### Климат
Согласно классификации климатов Кёппена, в Стерлинг-Сити преобладает семиаридный климат низких широт (Bsh).
| Показатель                    | Янв.  | Фев. | Март  | Апр. | Май  | Июнь | Июль | Авг. | Сен. | Окт. | Нояб. | Дек.  | Год  |
| ----------------------------- | ----- | ---- | ----- | ---- | ---- | ---- | ---- | ---- | ---- | ---- | ----- | ----- | ---- |
| Абсолютный максимум, °C       | 30,6  | 34,4 | 36,7  | 37,8 | 42,8 | 44,4 | 42,8 | 42,2 | 41,1 | 40   | 33,9  | 28,9  | 44,4 |
| Средний суточный максимум, °C | 14,8  | 17   | 21,6  | 26,8 | 30,6 | 33,8 | 35   | 34,4 | 30,6 | 25,9 | 20    | 15,7  | 25,5 |
| Средняя температура, °C       | 6,5   | 8,6  | 12,8  | 18,1 | 22,6 | 26,4 | 27,7 | 27,2 | 23,4 | 17,8 | 11,7  | 7,3   | 17,5 |
| Средний суточный минимум, °C  | −1,8  | 0,1  | 4     | 9,2  | 14,6 | 19,2 | 20,5 | 20,1 | 16,1 | 9,6  | 3,4   | −1,2  | 9,5  |
| Абсолютный минимум, °C        | −17,2 | −25  | −15,6 | −6,7 |      | 7,2  | 11,7 | 10,6 |      | −5   | −12,2 | −21,7 | −25  |
| Норма осадков, мм             | 21    | 24   | 28    | 40   | 69   | 53   | 50   | 52   | 70   | 51   | 23    | 26    | 508  |
| Источник: weatherbase.com     |       |      |       |      |      |      |      |      |      |      |       |       |      |

## Население
Согласно переписи населения 2010 года в городе проживало 888 человек, было 335 домохозяйств и 251 семья. Расовый состав города: 87,8 % — белые, 1,5 % — афроамериканцы, 1,9 % — коренные жители США, 0 % — азиаты, 0 % — жители Гавайев или Океании, 7 % — другие расы, 1,8 % — две и более расы. Число испаноязычных жителей любых рас составило 36,5 %.
Из 335 домохозяйств, в 33,1 % живут дети младше 18 лет. 61,2 % домохозяйств представляли собой совместно проживающие супружеские пары (21,8 % с детьми младше 18 лет), в 8,4 % домохозяйств женщины проживали без мужей, в 5,4 % домохозяйств мужчины проживали без жён, 25,1 % домохозяйств не являлись семьями. В 23,6 % домохозяйств проживал только один человек, 14,3 % составляли одинокие пожилые люди (старше 65 лет). Средний размер домохозяйства составлял 2,55 человека. Средний размер семьи — 2,99 человека.
Население города по возрастному диапазону распределилось следующим образом: 26,6 % — жители младше 20 лет, 20,4 % находятся в возрасте от 20 до 39, 36,1 % — от 40 до 64, 16,7 % — 65 лет и старше. Средний возраст составляет 42,5 года.
Согласно данным пятилетнего опроса 2018 года, медианный доход домохозяйства в Стерлинг-Сити составляет 59 917 долларов США в год, медианный доход семьи — 67 893 доллара. Доход на душу населения в городе составляет 27 200 долларов. Около 3 % семей и 3,8 % населения находятся за чертой бедности. В том числе 4,7 % в возрасте до 18 лет и 10,5 % в возрасте 65 и старше.

## Местное управление
Управление городом осуществляется мэром и городским советом, состоящим из 6 человек. Мэр избирается всем городом, а члены совета избираются по округам.
Другими важными должностями, на которые происходит наём сотрудников, являются:
- Городской секретарь
- Глава коммунальных служб
- Директор общественных работ

## Инфраструктура и транспорт
Основными автомагистралями, проходящими через Стерлинг-Сити, являются:
- автомагистраль 287 США идёт с северо-запада от Биг-Спринга на юго-восток к Сан-Анджело.
- автомагистраль 158 штата Техас идёт с востока от города Роберт-Ли на запад к Гарден-Сити.
- автомагистраль 163 штата Техас идёт с севера от Колорадо-Сити на юг к Озоне.

Ближайшим аэропортом, выполняющим коммерческие рейсы, является региональный аэропорт Сан-Анджело. Он находится примерно в 85 километрах к юго-востоку от Стерлинг-Сити.

## Образование
Город обслуживается независимым школьным округом Стерлинг-Сити.

## Галерея

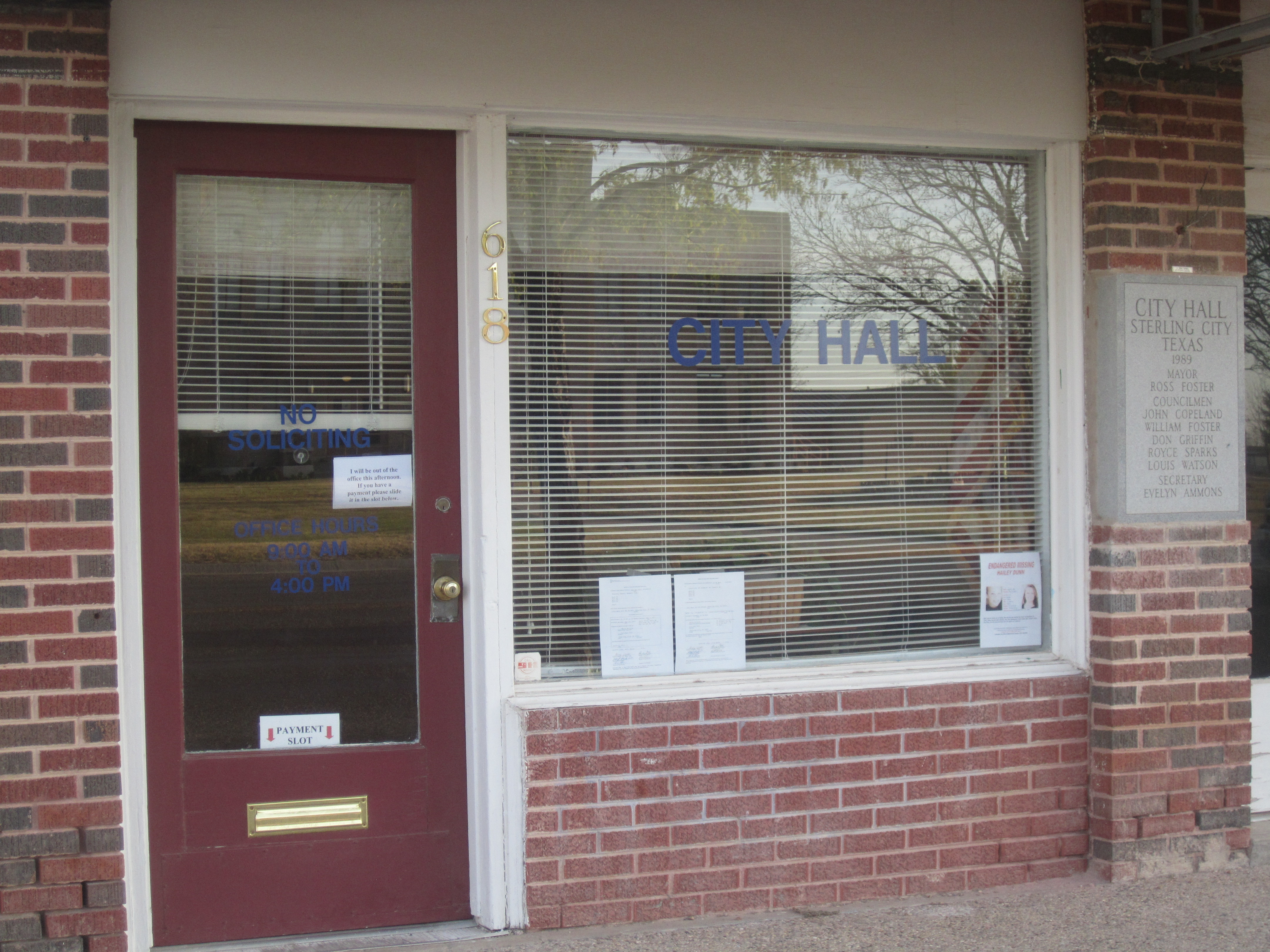
Городская ратуша напротив здания округа Стерлинг.
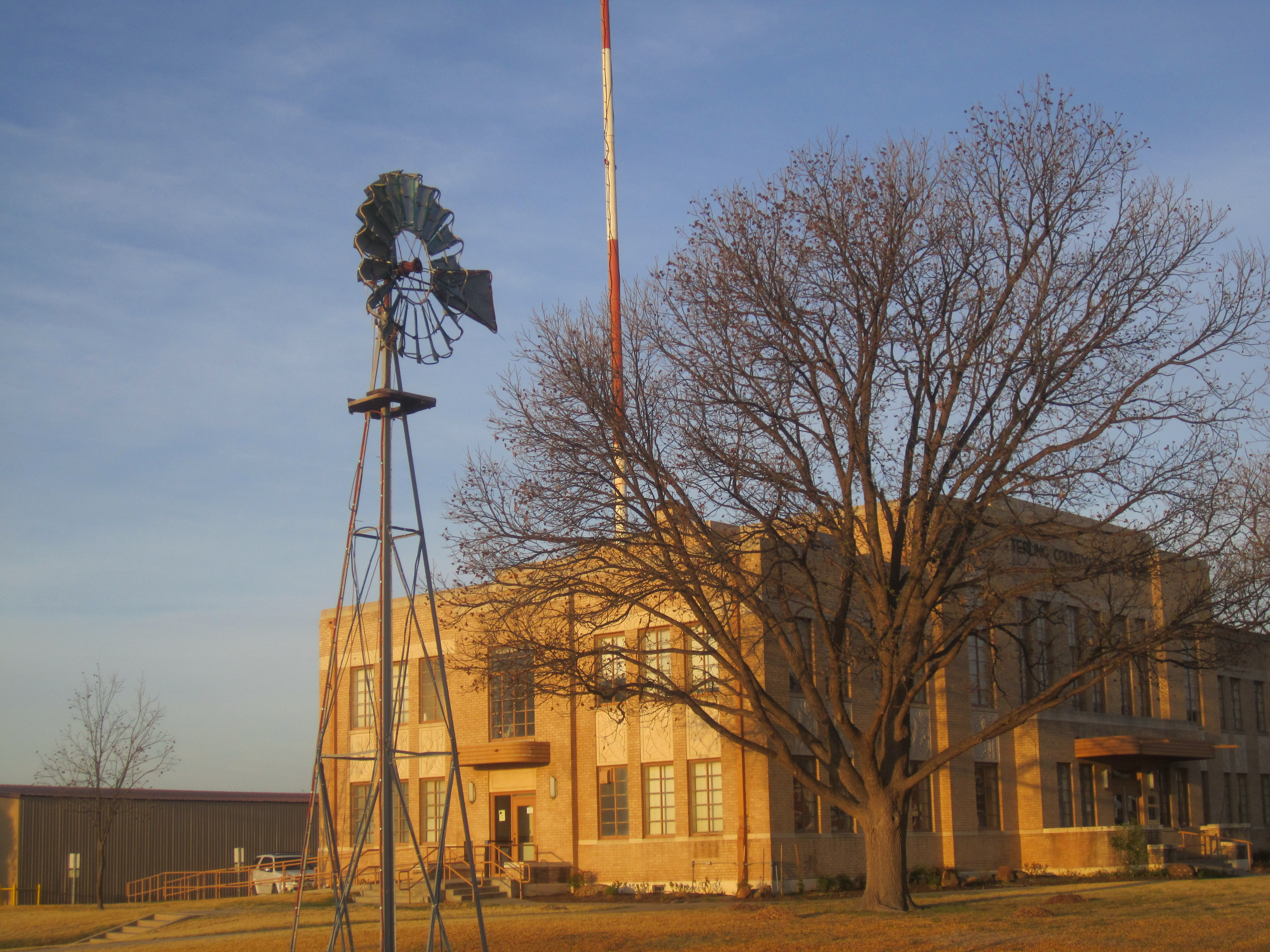
Ветряная мельница на территории суда округа.
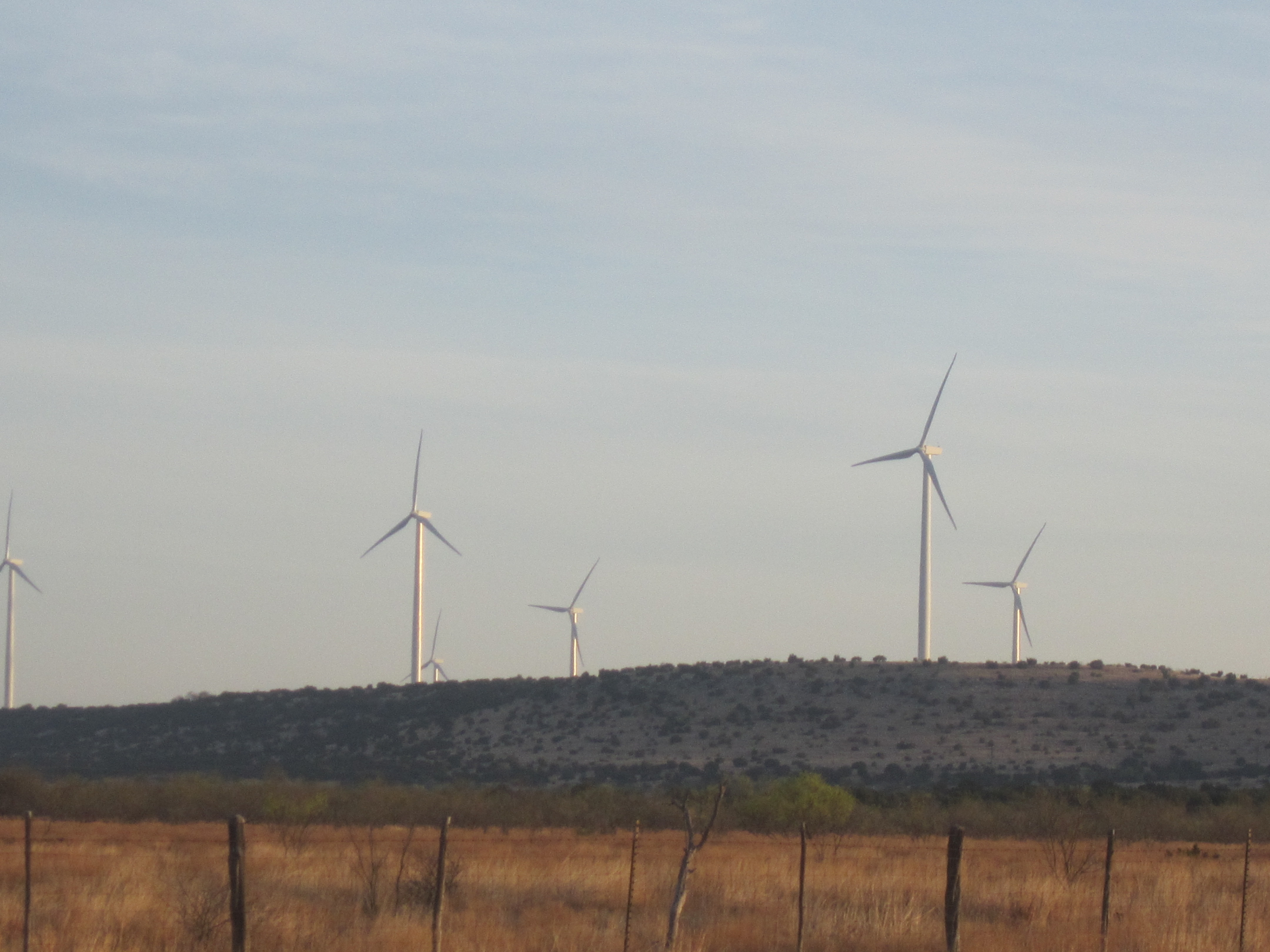
Ветряные турбины к югу от Стерлинг-Сити
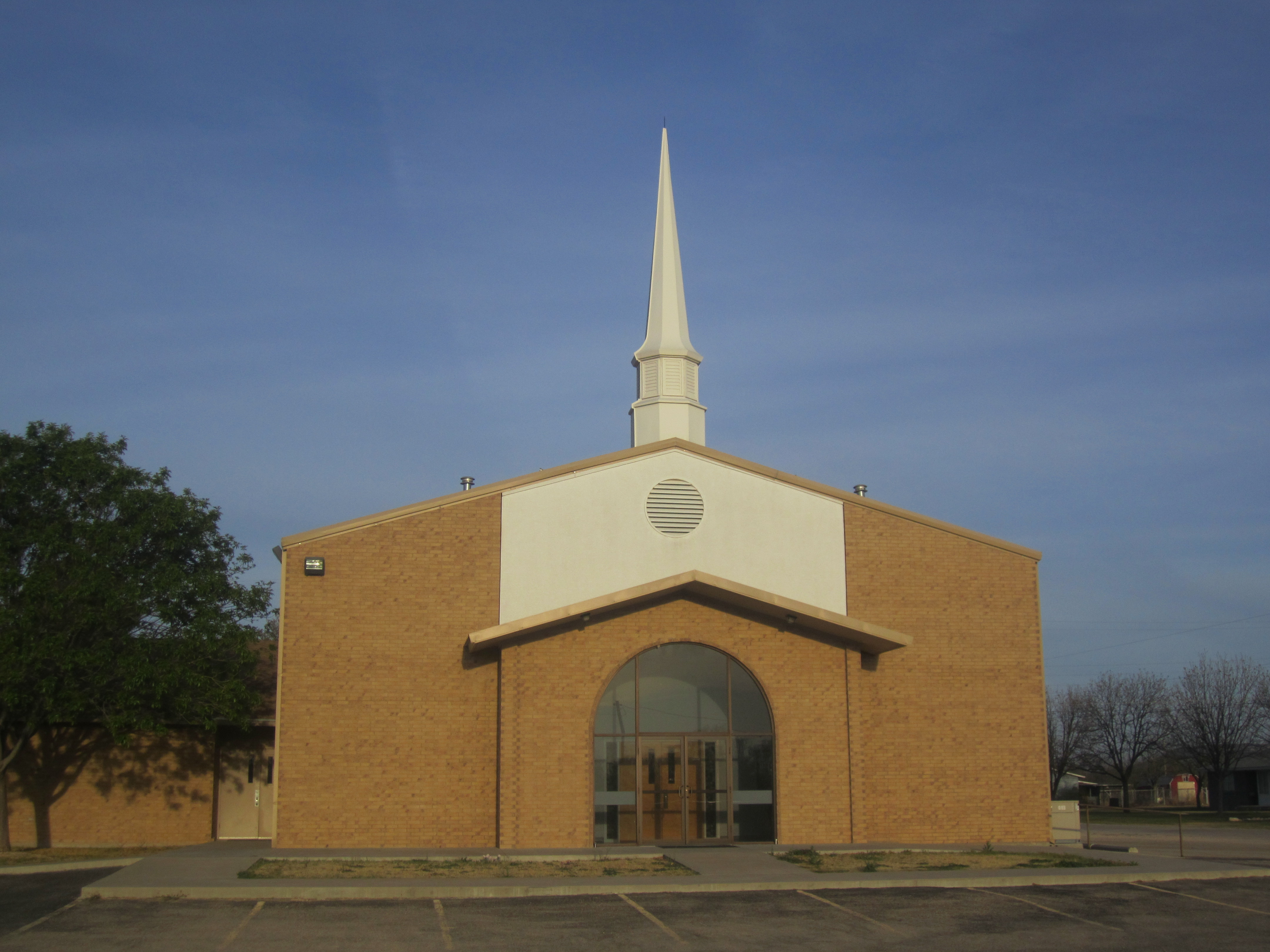
Первая баптистская церковь в городе